# Baise
Baise (cinese: 百色; pinyin: Bǎisè; zhuang：Bwzswz) è una città-prefettura della Cina nella Regione Autonoma di Guangxi Zhuang.